# Iordan I de Capua
Iordan I (n. după 1046 – d. 1091), membru al familiei normande Drengot, a fost conte de Aversa și principe de Capua de la 1078 până la moarte.
Iordan era fiul cel mare și succesorul principelui Richard I de Capua cu Fressenda, normandă din dinastia Hauteville, fiică a lui Tancred of Hauteville cu a doua sa soție, de asemenea cu numele de Fressenda, precum și nepot al lui Robert Guiscard, duce de Apulia, Calabria și Sicilia. Potrivit cronicarului Guglielmo de Apulia, Iordan "îmbine virtuțile ducelui cu cele ale tatălui său."
În 1078, în vreme ce tatăl său asedia Napoli alături de Robert Guiscard, Iordan prăda Abruzzi (teritoriu papal), alături de Robert, contele de Loritello. Alături de tatăl său și de ducele Robert Guiscard, Iordan a fost excomunicat, după care imediat tatăl său a căzut bolnav, s-a retras la Capua, s-a reconciliat cu Biserica și a murit. Iordan, temându-se să guverneze sub interdictul lansat de biserică, a renunțat la asedierea Napoli și a mers la Roma pentru a se reconcilia la rândul său cu Papa Grigore al VII-lea și a-și rezolva relațiile cu Biserica, față de care tatăl său fusese cîndva atât slujitor cât și protector. Se pare că Iordan avea intenția de a prelua poziția avută de tatăl său față de suveranii pontifi și să revină la relații de opoziție față de ducele de Apulia din dinastia Hauteville, dat fiind că Grigore al VII-lea a vizitat Capua la numai trei luni după moartea lui Richard, iar Iordan, probabil la îndemnul papal, a început să întrețină o stare de revoltă în teritoriile lui Guiscard. Deși puternic sprijinită și bine organizată, revolta nu a avut niciun rezultat în sensul reducerii influenței și puterii familiei Hauteville în sudul Italiei.
Unul dintre sfătuitorii principali ai lui Iordan a fost abatele de Montecassino, Desideriu de Benevento (viitorul papă Victor al III-lea), care a intermediat între principe și împăratul Henric al IV-lea cu ocazia descinderii acestuia în Italia (1081). Cu acea ocazie, Iordan a părăsit alianța sa cu papalitatea, în schimbul obținerii învestiturii imperiale. Cu toate că Robert Guiscard și fratele său, Roger au pornit în marș împotriva lui Iordan, Roger a fost rechemat în Sicilia, iar expediția Hauteville-ilor a fost abandonată.
În 1085, la moartea lui Robert Guiscard, Iordan l-a susținut pe Bohemund, fiul mai mare, împotriva lui Roger Borsa, fiul avut de Guiscard cu Sichelgaita, care era cumnată cu Iordan, dat fiind că el se căsătorise cu Gaitelgrima, fiică a principelui Guaimar al IV-lea de Salerno. Pentru următorii trei ani, Bohemund a deținut Apulia cu ajutorul armatelor bine pregătite din Capua, trimise de Iordan. În același an, papa a murit și antipapa Clement al III-lea a continuat să emită pretenții asupra scaunului papal. În speranța de a reduce influența lui Clement și să se ralieze din nou papalității, el a efectuat presiuni asupra colegiului cardinalilor în sensul de a-l alege pe Desideriu de Montecassino ca succesor al lui Grigore al VII-lea. În același timp, Roger Borsa l-a eliberat pe prefectul imperial al Romei aflat în opoziție cu pretențiile lui Iordan și ale curiei papale, care refuzase confirmarea candidaturii arhiepiscopale a lui Roger pentru scaunul de Salerno. Manevra a avut efectul invers și Desideriu, presat de Iordan să accepte, a fost ales papă sub numele de Victor al III-lea. Cu sprijinul armatelor lui Iordan și ale contesei Matilda de Toscana, Victor a preluat colina Vaticanului din mâinile lui Clement la 1 iulie 1086. Noul papă a rămas lipsit de entuziasm până când Iordan a considerat că doar printr-o acțiune decisivă poate asigura susținerea abatelui de Montecassino. Această atitudine a condus la convocarea unui important sinod la Benevento (1087), în care Clement a fost excomunicat, învestitura laică pusă în afara legii, iar războiul împotriva sarazinilor din Africa declarat.
Restul carierei lui Iordan nu a fost remarcabil prin ceva deosebit, iar el a murit în noiembrie 1090 sau 1091 la Piperna (în apropiere de Terracina), fiind înmormântat la mănăstirea pe care o sprijinise atât de mult, Montecassino, lăsând în urma sa un fiu, Richard, care i-a succedat la conducerea Capuei. Ceilalți doi fii, Robert și Iordan, vor ajunge și ei, pe rând, pe tronul din Capua.